# NGC 1729
NGC 1729 è una galassia a spirale situata nella costellazione di Orione, a una distanza di circa 174 milioni di anni luce dalla nostra Via Lattea.

## Scoperta
La galassia è stata scoperta il 1 febbraio 1786 dall'astronomo britannico di origine tedesca William Herschel.

## Descrizione
NGC 1729 ha una classe di luminosità III e presenta una larga riga a 21 cm dell'idrogeno neutro.

## Supernova
Il 10 febbraio 2012, all'interno di NGC 1729 è stata scoperta la supernova SN 2012ap nel corso del programma LOSS (Lick Observatory Supernova Search) dell'Osservatorio Lick. La supernova è stata classificata di tipo Ib/c.

## Gruppo di NGC 1700
NGC 1729 fa parte del Gruppo di NGC 1700, che comprende almeno 7 galassie. Le altre sei galassie sono NGC 1700, NGC 1741, IC 399, IC 2102, PGC 16570 e PGC 16573. Da notare che NGC 1741 è in realtà una coppia di galassie costituita da PGC 16570 e PGC 16574.